# Paul Kunisch
Franz Paul Alois Kunisch (* 28. Dezember 1862 in Berlin; † 1. September 1938 in Arnswalde) war ein deutscher Musiker sowie Musikdirektor.

## Leben
Paul Kunisch wurde als Sohn des Omnibus-Conducteurs Johann Florian Domenicus Kunisch (* 28. Oktober 1831 in Lobedau, Kreis Grottkau/Schlesien) und der Sophie Mathilde Emilie geb. Fehrmann (1833–1888) geboren.
Der Vater starb früh, dennoch konnte es die Mutter aber ermöglichen, dass Paul Kunisch Musik studieren konnte.
Er studierte zusammen mit Paul Lincke in der Stadtpfeifferei Wittenberge und fand zunächst eine Anstellung als Stadtmusikus in Oderberg, nachdem er unter Johannes Brahms und Richard Wagner gespielt hatte.
Dort lernte er die verwaiste Helene Hübner (1865–1944) kennen, die er 1887 heiratete. Er zog dann mit seiner Ehefrau nach Arnswalde, um dort auf Wunsch der Stadtväter eine Stadtkapelle zu gründen. Paul Kunisch wurde über die Grenzen seiner neuen Wahlheimat bekannt und leitete bis kurz vor seinem Tod die Stadtkapelle Arnswalde. Paul Kunisch pflegte gute Freundschaft mit Carl Teike und Paul Lincke, zudem hatte er stets Kontakte zu Berliner Musikern, welche seine Werke kaufen wollten, er es aber nie über sein Herz hatte bringen können. Tradition war es bis zuletzt, dass Paul Kunisch in der Silvesternacht auf den Kirchturm der Marienkirche von Arnswalde stieg, um das neue Jahr mit einem Trompetenkonzert zu begrüßen. Paul Kunisch hatte mit seiner Frau Helene fünf Kinder: Martha (1889–1936), Maria Magdalene (1892–1961), Lucia (1895–1963), Erna (1898–1967) und Martin Kunisch (1901–1984).

## Leistungen
Zudem war Paul Kunisch Komponist. Der Großteil seiner Werke fiel jedoch im Jahre 1945 den Kriegswirren zum Opfer. Nur ein Stück ist heute noch bekannt:
Der Marsch "Gruß an Arnswalde".
| Personendaten    | Personendaten                                  |
| ---------------- | ---------------------------------------------- |
| NAME             | Kunisch, Paul                                  |
| ALTERNATIVNAMEN  | Kunisch, Franz Paul Alois (vollständiger Name) |
| KURZBESCHREIBUNG | deutscher Musikdirektor                        |
| GEBURTSDATUM     | 28. Dezember 1862                              |
| GEBURTSORT       | Berlin                                         |
| STERBEDATUM      | 1. September 1938                              |
| STERBEORT        | Arnswalde                                      |